# Leofric

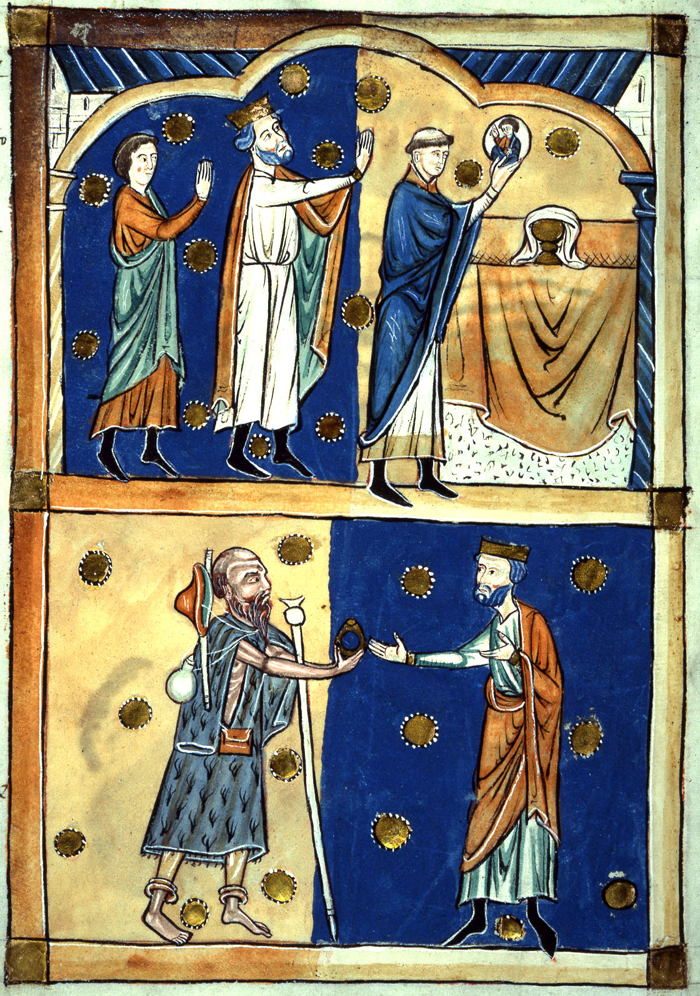
A dalt: El rei Eduard el Confessor i el comte Leofric de Mèrcia veuen aparèixer la cara de Crist a la forma eucarística; a baix: El retorn d'un anell donat a un captaire que era Joan el Baptista disfressat. Miniatura del d'un resum del Domesday Book.

Leofric (mort el 31 d'agost o el 30 de setembre del 1057) fou Comte de Mèrcia. Va fundar monestirs a Coventry i Much Wenlock. Leofric és recordat sobretot com a marit de Lady Godiva. Els historiadors discrepen extensament en el caràcter de Leofric. El folklore tendeix per descriure'l com un governant indecent que va imposar feixucs impostos, mentre que molts historiadors consideren aquest aspecte part del mite de Lady Godiva; i suggereixen que fou un dirigent fort i respectat. Hi ha també controvèrsia sobre la seva reputació com a dirigent militar: Alguns historiadors creuen que Leofric fou dèbil en aquest aspecte, però altres li atribueixen el títol 'Martell dels Gal·lesos'.
Leofric usà una àguila bicèfala com a emblema personal, i aquesta ha estat adoptada per diverses unitats de l'Exèrcit britànic com a símbol de Mèrcia.

## Família
Leofric era fill de Leofwine, Ealdorman del Hwicce, qui feu de testimoni el 997 per al Rei Æthelred II. Leofric tingué tres germans: Northman, Edwin i Godwine. És possible que aquest Northman sigui el mateix que Northman Milles ("Northman el cavaller") a qui el rei Æthelred II va concedir el poble de Twywell a Northamptonshire el 1013. A banda de Northman, mort el 1017, Leofric va tenir com a mínim dos germans més: Edwin mort en batalla per Gruffydd ap Llywelyn el 1039, i Godwine mort poc abans del 1057.
Leofric podria haver-se casat més d'un cop. La seva coneguda muller Godiva li va sobreviure. Hi ha alguna controvèrsia sobre la data de matrimoni entre Leofric i Godgifu (Godiva), no és clar si fou la mare d'Ælfgar, l'únic fill conegut de Leofric. Si Godiva es casà amb el Comte Leofric més tard del 1010, no podria haver sigut la mare de Ælfgar.

## Govern
Segons la Crònica de l'abadia de Crowland el germà de Leofric, Northman, la lleialtat del qual és posada en dubte pels historiadors, explica que era un cavaller (retainer) d'Eadric Streona, Comte de Mèrcia. Afegeix que Northman fou mort per ordres de Canut juntament amb Eadric i altres per aquesta raó. Canut "feu a Leofric ealdorman en lloc del seu germà Northman, i després el tingué en gran afecte."
Esdevenint Comte de Mèrcia el feu un dels homes més potents al país, només per darrere l'ambiciós Godwin de Wessex, entre els comtes poderosos. Leofric podria haver tingut alguna connexió matrimonial amb Ælfgifu de Northampton, la primera muller de Canut, cosa que podria explicar per què era el principal partidari del seu fill Harold Harefoot contra Hardecanut, Canut fill d'Emma de Normandia, quan Canut va morir el 1035. Tanmateix, Harold va morir el 1040 i fou succeït pel seu germà Hardecanut, qui el va fer impopular a l'hora d'implementar impostos feixucs durant el seu curt regnat. Dos dels seus recaptadors d'impostos foren morts a Worcester pels locals. El rei s'enfadà tant per aquest fet que el 1041 va ordenar saquejar i cremar la ciutat a Leofric i als altres comtes, i devastar l'àrea circumdant. Aquesta ordre posà a prova la lleialtat de Leofric, ja que Worcester era la ciutat catedralícia del Hwicce, les seves persones.
A la mort sobtada de Hardecanut el 1042 el succeí el seu germanastre Eduard el Confessor. Per lleialtat Leofric va donar suport a Eduard, quan Eduard vingué el 1051 a fer front a l'amenaça del Comte Godwin a Gloucester. Leofric i Siward, Comte de Northúmbria va reunir un gran exèrcit per a afrontar al de Godwin. Els seus consellers l'advertiren a Eduard que la batalla seria confusa, ja que hi hi hauria rellevants membres de la noblesa a ambdues bandes; la pèrdua d'aquests homes, molts morts durant la batalla, deixaria Anglaterra a mercè dels seus enemics. Al final l'afer va ser resolt d'una manera menys violenta: El Comte Godwin i la seva família foren proscrits un temps. El poder del Comte Leofric arribà d'aquesta manera al seu zenit. Però el 1055 el propi fill de Leofric, Ælfgar, fou proscrit, "sense cap culpa", diu la Crònica anglosaxona. Ælfgar alçà un exèrcit a Irlanda i Gal·les i el conduí a Hereford, on xocà amb l'exèrcit del comte de Herefordshire Ralph i danyant greument la ciutat. La Crònica anglosaxona comenta "I llavors quan havien fet la majoria de dany, fou decidit restablir el Comte Ælfgar".
Leofric morí el 1057 a la seva finca a Kings Bromley a Staffordshire. Segons la Crònica anglosaxona, va morir el 30 de setembre, però el cronista de Worcester dona la data del 31 d'agost. Tots dos coincideixen que fou enterrat a Coventry. Leofric fou succeït pel seu fill Ælfgar com a comte.

## Obres religioses
El Comte Leofric i Godiva es caracteritzaren per la seva generositat envers les cases religioses. El 1043 va fundar i va dotar un monestir benedictí a Coventry. John de Worcester diu que "Ell i la seva muller, la Comtessa noble Godgifu, devots de Déu i devots amants de Santa Maria, van construir el monestir allà de les fundacions fora del seu propi patrimoni, i el van dotar adequadament amb terres i el van enriquir en diversos adornaments que a cap monestir a Anglaterra es podia trobar l'abundància d'or, plata, gemmes i pedres precioses que era en aquell temps la seva possessió."
Als anys 1050 Leofric i Godiva apareixen conjuntament com a benefactors en un document que concedeix terra al monestir de Saint Mary, Worcester, i la dotació del monestir a Stow St Mary, Lincolnshire. Són commemorats com a benefactors d'altres monestirs a Leominster, Chester, Much Wenlock i Evesham.